# 米安德里瓦祖
米安德里瓦祖是馬達加斯加的城鎮，由梅納貝負責管轄，位於該國西部，海拔高度100米，從事農業、服務業、畜牧業和漁業的人口分別佔80%、10%、5%和5%，主要農產品有稻米、豆類和玉米，2001年人口約108,000。
19°33′20″S 45°27′3″E / 19.55556°S 45.45083°E